# ABX Air
ABX Air, Inc. es una aerolínea de carga con base en el Airborne Airpark de Wilmington, Ohio. Realiza vuelos en Estados Unidos, Puerto Rico y Canadá, entre otros países.

## Flota

### Flota Actual
La flota de ABX Air en noviembre de 2022 poseía una edad promedio de 34.7 años.